# V -ヴィクトリー-
「V -ヴィクトリー- 」（ヴイ ヴィクトリー）は、1991年2月20日に、ファンハウスからリリースされた吉田栄作の6枚目のシングル。セブン-イレブンバレンタイン&ホワイトデーCMソング。

## 概要
オリコンチャートで自身最高の週間6位を記録した。

## 収録曲
作詞：森浩美　編曲：梁邦彦
1. V -ヴィクトリー-
作曲：歌川和彦・若狭義之
コーラスアレンジ：影家淳
2. HARD LUCK DAY
作曲：井上大輔
コーラスアレンジ：町支寛二